# Adèle Charvet
Pour les articles homonymes, voir Charvet.
Adèle Charvet, née le 25 mai 1993 à Montpellier, est une mezzo-soprano française.

## Biographie

### Jeunesse et formation
Adèle Charvet vit à New York jusqu'à cinq ans,.
Elle commence à étudier la musique à six ans et chante dans la chorale de Claire Marchand puis à la Maîtrise de Radio France où elle participe à 9 ans, dans les chœurs, à son tout premier opéra, le conte musical de Julien Joubert, La Reine des glaces, en mars 2003 à l'amphithéâtre de l'opéra Bastille.
En 2008, elle rejoint le conservatoire à rayonnement régional de Paris où elle obtient son diplôme d'études musicales avec les félicitations du jury en 2013, avant de rejoindre les classes de chant d'Yves Sotin et d'Élène Golgevit au Conservatoire national supérieur de musique et de danse de Paris. Elle y fonde avec la soprano Mariamielle Lamagat, le ténor Mathys Lagier et le baryton Edwin Fardini, le quatuor vocal L'Archipel, qui est invité en résidence à la fondation Singer-Polignac.

### Débuts professionnels
Elle enregistre pour Alpha Classics en février 2019, avec Susan Manoff au piano, un disque intitulé Long time ago, qui mêle des chants de compositeurs américains et britanniques.
Le 1er octobre 2019, alors qu'elle assiste à un concert donné par La Chapelle Harmonique sous la direction de son ami Valentin Tournet à l'auditorium de Radio France, elle est appelée à l'entracte pour remplacer au pied levé le contreténor David DQ Lee, souffrant, dans Le Messie de Haendel. L'entracte est allongé de vingt minutes pour lui permettre de déchiffrer la partition et elle reçoit une standing ovation à la fin du concert.
Elle est nommée en 2020 aux Victoires de la musique classique dans la catégorie « Révélation, artiste lyrique » et en 2024 dans la catégorie « Artiste lyrique ».
En janvier 2021, elle interprète Mélisande dans la production de Pelléas et Mélisande par l'opéra de Rouen.
Le 25 janvier 2022, elle est interprète, auprès de la soprano Jodie Devos, du Stabat Mater de Pergolèse, au Théâtre des Champs-Élysées,. Un enregistrement de l'œuvre sort le 4 février chez Alpha Classics,.
En 2023, elle sort chez Alpha Classics, avec l'ensemble musical Le consort, un disque intitulé Teatro Sant’Angelo, d'enregistrements d'airs d'Antonio Vivaldi, de Fortunato Chelleri et de Giovanni Alberto Ristori, dont les compositions avaient été jouées au Teatro Sant'Angelo de Venise.
Elle interprète le role d'Ascagne dans Les Troyens d'Hector Berlioz, avec le Monteverdi Choir et l'Orchestre Révolutionnaire et Romantique, lors d'une représentation au Festival Berlioz, première étape d'une tournée européenne qui passe par la Philharmonie de Berlin et le Royal Albert Hall de Londres,.
Elle enchaine en octobre avec le rôle de Giulietta dans l'opéra Giulietta e Romeo de Niccolò Antonio Zingarelli, avec Franco Fagioli dans le rôle de Romeo, à l'Opéra royal du château de Versailles,. Elle avait déjà participé, sur la même scène en 2020, à une représentation de l'œuvre en version de concert, qui avait fait l'objet d'une sortie en CD et DVD,.

### Famille
Adèle Charvet est la fille du compositeur Pierre Charvet et de la sportive Nadine Éwanjé-Épée.
Elle considère le poète Frédéric Jacques Temple comme son grand-père puisque ce dernier était le compagnon de Brigitte Portal, sa grand-mère paternelle. Son grand-père maternel, Charles Éwanjé-Épée, est musicien auteur compositeur d'origine camerounaise,.
Elle est la nièce des athlètes Maryse Éwanjé-Épée et Monique Éwanjé-Épée et la cousine issue de germain du rugbyman Denis Charvet.

## Prix
- 2015 : Prix de mélodie du concours international Nadia et Lili Boulanger[33],[34], avec le pianiste Florian Caroubi
- 2016 : Prix Eugène Pannebakker Lied Duo, Dioraphte Composition Award, prix de la presse, prix du jury junior et MAX Young Talent Award, à l'International Vocal Competition 's-Hertogenbosch (en)[35],[36], avec le pianiste Florian Caroubi
- 2017 : Prix d'honneur au Verbier Festival[37]
- 2019 : Prix Jeune Soliste 2020 des Médias francophones publics[38]